# Шалоумовский
Шалоумовский — упразднённый в 1961 году посёлок в Троицком районе Челябинской области России. Ныне территория упразднённого посёлка находится на территории Нижнесанарского сельском поселения.

## География
Находится на юге Южного Урала, рядом с российско-казахстанской границей, между реками Санарка и Уй.

## История
Упразднён в 1961 году согласно Решению исполкома Челябинского облсовета депутатов трудящихся от 10.10.1961 N 532 «О переименовании некоторых населенных пунктов в Троицком районе Челябинской области» от 10 октября 1961 г. N 532, со слияниям населённых пунктов Шалоумовский и Мокрые Кусты в посёлок Чкалова.